# Heede (Nedersaksen)
Heede is een dorp aan de westelijke oever van de Eems in Nedersaksen, op ongeveer 7 kilometer van de Nederlandse grens bij Bourtange (Groningen). Heede maakt deel uit van de Samtgemeinde Dörpen in de landkreis Emsland. Heede telt 2.542 inwoners.
De oudste vermelding van Heede dateert uit het jaar 1177. De nederzetting stamt vermoedelijk uit de achtste eeuw. De plaats lag op een strategisch belangrijke plek op een smalle landtong in het Bourtangerveen. Bij het dorp werd een burcht gebouwd, de Scharpenburg of Schärpenburg.

## Bedevaartsoord
Tussen 1937 en 1940 hadden hier vier kinderen (Grete Ganseforth, Anni Schulte, Maria Ganseforth en Susanne Bruns) verschijningen van de H. Maagd Maria. Het was de tijd van het opkomende nazisme in Duitsland. Vanwege de toeloop van pelgrims kregen de kinderen tegenwerking van de nazi’s. Ze werden meerdere malen verhoord en zelfs een tijdlang opgesloten in een psychiatrische inrichting. Ondanks de hevige tegenwerking bleven de kinderen getuigen van hun verschijningen. Tot 3 november 1940 werd Maria wel meer dan 100 maal op verscheidene plaatsen waargenomen.
Heede groeide uit tot een bedevaartsoord en op 25 maart 2000 werden de verschijningen erkend door de plaatselijke bisschop, de bisschop van Osnabrück.
Onze Lieve Vrouw wordt in Heede vereerd als Koningin van het Heelal en Koningin van de Arme Zielen.

## Heeder linde
Achter de voormalige Emsländische Volksbank aan de Hauptstraße in Heede staat een bijzondere, ook in het dorpswapen weergegeven, lindeboom in een klein parkje. Een houten bord bij het begin van de Pinnincksallee vermeldt dat dit de "1000-jährige Linde" is. Deze bijzondere, oude boom heeft een zeer dikke en lage centrale hoofdstam, waarop een tiental zware opgaande uitlopers als in een krans gegroeid zijn. De boom is bij veel Nederlandse bomenliefhebbers bekend als de Heeder linde en wordt zeer regelmatig bezocht, getuige het feit dat de boom een eigen parkeerplaats heeft.
- Gemeinsame Normdatei: 4023958-5

Andervenne ·
Bawinkel ·
Beesten ·
Bockhorst ·
Börger ·
Breddenberg ·
Dersum ·
Dohren ·
Dörpen ·
Emsbüren ·
Esterwegen ·
Freren ·
Fresenburg ·
Geeste ·
Gersten ·
Groß Berßen ·
Handrup ·
Haren (Ems) ·
Haselünne ·
Heede ·
Herzlake ·
Hilkenbrook ·
Hüven ·
Klein Berßen ·
Kluse ·
Lähden ·
Lahn ·
Langen ·
Lathen ·
Lehe ·
Lengerich ·
Lingen ·
Lorup ·
Lünne ·
Meppen ·
Messingen ·
Neubörger ·
Neulehe ·
Niederlangen ·
Oberlangen ·
Papenburg ·
Rastdorf ·
Renkenberge ·
Rhede ·
Salzbergen ·
Schapen ·
Sögel ·
Spahnharrenstätte ·
Spelle ·
Stavern ·
Surwold ·
Sustrum ·
Thuine ·
Twist ·
Vrees ·
Walchum ·
Werlte ·
Werpeloh ·
Wettrup ·
Wippingen